# Halloween (joc video)
Halloween este joc video este un joc creat în 1983 pentru Atari 2600. Este inspirat din seria de filme Halloween. Filmul Halloween este un film despre un criminal în serie care la cinci ani îmbrăcat în costum de clovn în noaptea de halloween care și-a omorât sora cu un cuțit de bucătărie.